# Corydalidae
Los coridálidos (Corydalidae) son una familia de insectos del orden Megaloptera, con grandes alas de venación protuberante; las alas interiores son un poco más grandes que las posteriores. Los machos poseen dos grandes mandíbulas sin dientes, mientras que las de las hembras son cortas y dentadas. Las larvas son de las más grandes entre las de los insectos.
Los adultos se caracterizan por poseer tres ocelos en la cabeza y las mandíbulas grandes de los machos, especialmente de los géneros Corydalus y Acanthacorydalis. Las antenas pueden ser filiformes, serradas o pectinadas. Es la familia con individuos de mayor talla del orden con una envergadura hasta de 180 mm, son de coloración parda pálida o pardusca con manchas negras y el 4.º segmento del tarso es simple.

## Ciclo de vida y hábitos

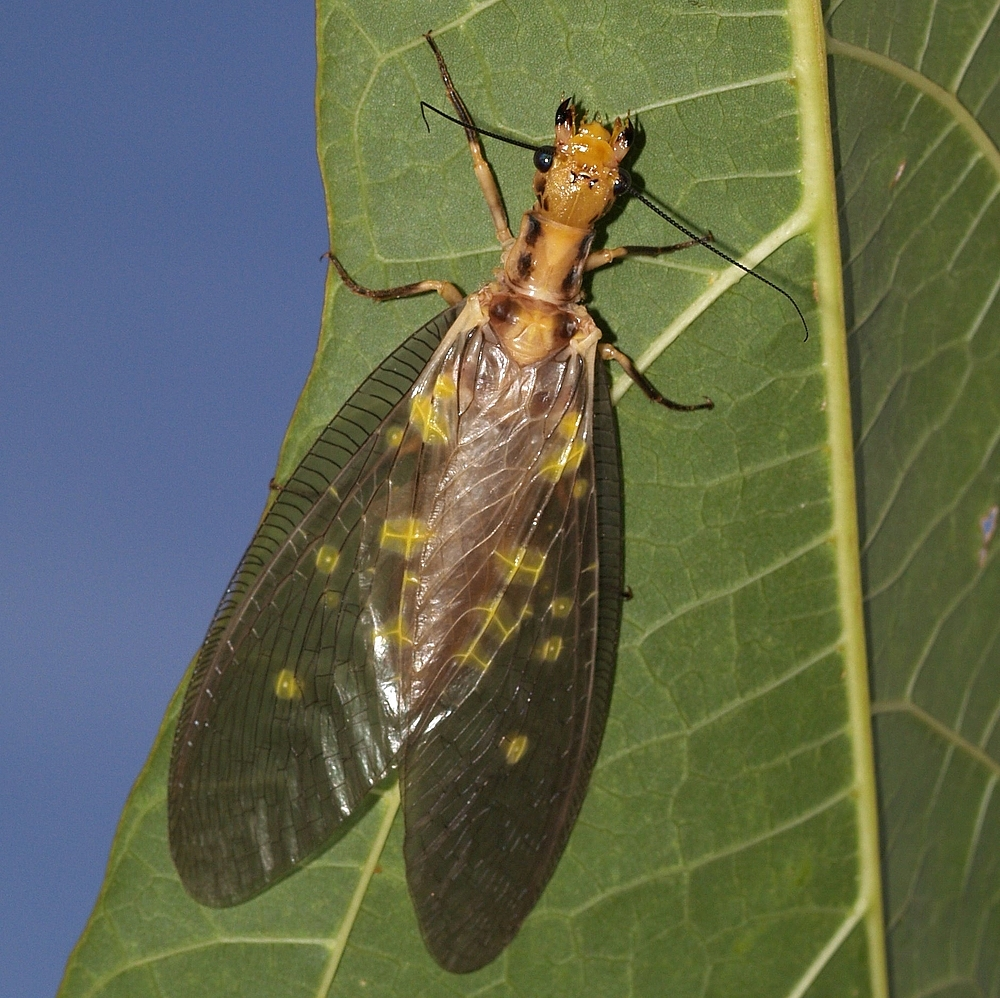
Protohermes grandis

Las hembras colocan las masas de huevos cerca al agua, las larvas al eclosionar penetran al agua, donde viven entre 2 a 5 años, poseen 8 pares de filamentos laterales, son depredadores de diferentes animales acuáticos, durante esta etapa ocurren de 10 a 12 estadios según la especie, al finalizar su estado larval, salen del agua y bajo protección de un tronco o piedra, empupan debajo construyendo una cámara sedosa.
El adulto es un insecto alado, de grandes alas, que habita a la orilla de cuerpos de agua, vive únicamente unos pocos días, después de copular y reproducirse. Se alimentan de soluciones proteicas o azucaradas. Son nocturnos, aunque algunas especies del género Chauliodinae son atraídos por la luz artificial. En algunos lugares de Centroamérica, al insecto en estado larvario también se le conoce como merecas. Según videos publicados por blogueros guatemaltecos, es conocido en Guatemala como gusano de río y es comestible.

## Importancia
Se tienen en cuenta en los estudios ambientales de calidad de aguas, la presencia de larvas de estos insectos indican agua de buena calidad.
Los pescadores utilizan sus larvas como señuelo en la pesca.

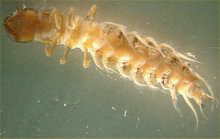
Larva de coridalino.

## Taxonomía
Comprende dos subfamilias, que a su vez incluyen varios géneros:
Subfamilia Chauliodinae
Anachauliodes
Archichauliodes
Chauliodes Latreille, 1796
Ctenochauliodes
Dysmicohermes Munroe, 1953
Leptochauliodes
Madachauliodes
Neochauliodes
Neohermes Banks, 1908
Nigronia Banks, 1908
Orohermes Evans, 1984
Parachauliodes
Platychauliodes
Protochauliodes Weele, 1909
Taeniochauliodes
Subfamilia Corydalinae

Acanthacorydalis
Chloronia Banks, 1908
Chloroniella Esben-Petersen 1924
Corydalus Latreille, 1802
Neoneuromus
Neurhermes
Neuromus
Platyneuromus Weele, 1909
Protohermes
Taeniochauliodes Esben-Petersen 1924